# Эхцелль
Эхцелль (нем. Echzell) — община в Германии, в земле Гессен. Подчиняется административному округу Дармштадт. Входит в состав района Веттерау.  Население составляет 5760 человек (на 31 декабря 2010 года). Занимает площадь 37,61 км².
Община подразделяется на 5 сельских округов.